# Gwede Mantashe
Samson Gwede Mantashe (21 giugno 1955) è un politico e sindacalista sudafricano, che dal 18 dicembre 2017 è presidente nazionale del Congresso Nazionale Africano (ANC). 
È stato anche presidente del Partito comunista sudafricano e segretario generale dell'ANC. Il 26 febbraio 2018, durante un rimpasto di governo del presidente Cyril Ramaphosa, Mantashe è stato nominato ministro delle risorse minerarie .

## Primi anni e studi
Samson Gwede Mantashe è nato nel 1955 nel villaggio di Lower Cala nel Transkei (ora Eastern Cape). Ha studiato presso l'Università del Sud Africa (Unisa) nel 1997 e ha conseguito una laurea con lode in B.Com nel 2002.  Ha inoltre conseguito un master presso l'Università di Witwatersrand (Wits) nel 2008. Al momento, lui sta attualmente frequentando gli studi MBA (Master in Business Administration) con MANCOSA.

## Attività sindacali
Si è unito alla forza lavoro migratoria per guadagnarsi da vivere nell'industria mineraria. Ha iniziato la sua esperienza mineraria presso la miniera Western Deep Levels nel 1975 come ufficiale di ricreazione e, nello stesso anno, si è trasferito alle miniere di rame di Prieska dove è stato funzionario del benessere fino al 1982.
Nel 1982, Mantashe si è trasferito a Matla Colliery dove ha co-fondato ed è diventato il presidente della filiale di Witbank della National Union of Mineworkers (NUM), carica che ha ricoperto fino al 1984. È stato poi eletto Segretario regionale di NUM nel 1985. In riconoscimento del suo abilità, Mantashe è diventato l'organizzatore nazionale del NUM dal 1988 al 1993 e il suo coordinatore regionale tra il 1993 e il 1994.

## Attività politica
Nato nel 1955 a Cala nella provincia del Capo Orientale del Sud Africa, Mantashe è stato il Segretario Generale dell'Unione Nazionale dei Minatori fino alla loro 12ª Conferenza Nazionale tenutasi nel maggio 2006, dove gli successe Frans Baleni. Ha fatto la storia diventando il primo sindacalista ad essere nominato nel consiglio di amministrazione di una società quotata in JSE Limited , vale a dire Samancor , nel 1995.
Ha servito per due anni come presidente del gruppo di lavoro tecnico della Joint Initiative for Priority Skills Acquisition (Jipsa).
È stato presidente del Partito comunista sudafricano fino a luglio 2012.  Attualmente è membro del Politburo del Partito comunista sudafricano . È stato eletto segretario generale dell'African National Congress alla 52ª conferenza nazionale del partito nel 2007.

## Leadership dell'ANC
A seguito di una maratona riunione del Comitato Esecutivo Nazionale (NEC) dell'African National Congress tenutasi a porte chiuse il 19 e 20 settembre 2008 presso l'Esselen Park Conference Centre , Gwede Mantashe ha annunciato in una conferenza stampa che il Presidente della Repubblica del Sud Africa, Thabo Mbeki , era stato "richiamato" dal Partito.
Nel febbraio 2010, Julius Malema ha invitato Mantashe a dimettersi dopo che Malema è stato fischiato alla conferenza speciale del Partito Comunista SA a Polokwane. Il National Union of Metalworkers of SA (Numsa) ha pubblicamente sostenuto Mantashe. "Mantashe è stato individuato e preso di mira perché è un comunista", ha detto il segretario generale di Numsa Irvan Jim. 
Ha tenuto la conferenza commemorativa inaugurale di Violet Seboni presso il municipio di Johannesburg il 16 aprile 2010, dove ha affrontato la corruzione nell'ANC. Ha detto "Il nuovo ordine [dopo il 1994] ... ha ereditato un sistema di valori ben radicato che ha posto l'acquisizione individuale di ricchezza al centro del sistema di valori della nostra società nel suo complesso".